# Handzame Classic 2016
La 6e édition de la Handzame Classic a eu lieu le 18 mars 2016. La course fait partie du calendrier UCI Europe Tour 2016 en catégorie 1.1. C'est également la deuxième épreuve de la Coupe de Belgique de cyclisme sur route 2016.
L'épreuve a été remportée lors d'un sprint massif par le Slovaque Erik Baška (Tinkoff) qui s'impose respectivement devant le Néerlandais Dylan Groenewegen (Lotto NL-Jumbo) et le Belge Gianni Meersman (Etixx-Quick Step).

## Présentation

### Équipes
Classée en catégorie 1.1 de l'UCI Europe Tour, la Handzame Classic est par conséquent ouverte aux WorldTeams dans la limite de 50 % des équipes participantes, aux équipes continentales professionnelles, aux équipes continentales et aux équipes nationales.
Vingt-cinq équipes participent à cette Handzame Classic - cinq WorldTeams, dix équipes continentales professionnelles et dix équipes continentales :
| UCI WorldTeams   | UCI WorldTeams | UCI WorldTeams |
| Nom de l'équipe  | Pays           | Code           |
| ---------------- | -------------- | -------------- |
| Etixx-Quick Step | Belgique       | EQS            |
| Lotto NL-Jumbo   | Pays-Bas       | TLJ            |
| Lotto-Soudal     | Belgique       | LTS            |
| Sky              | Royaume-Uni    | SKY            |
| Tinkoff          | Russie         | TNK            |

| Équipes continentales professionnelles | Équipes continentales professionnelles | Équipes continentales professionnelles |
| Nom de l'équipe                        | Pays                                   | Code                                   |
| -------------------------------------- | -------------------------------------- | -------------------------------------- |
| Bora-Argon 18                          | Allemagne                              | BOA                                    |
| CCC Sprandi Polkowice                  | Pologne                                | CCC                                    |
| Gazprom-RusVelo                        | Russie                                 | GAZ                                    |
| Nippo-Vini Fantini                     | Italie                                 | NIP                                    |
| ONE                                    | Royaume-Uni                            | ONE                                    |
| Roompot-Oranje Peloton                 | Pays-Bas                               | ROP                                    |
| Roth                                   | Suisse                                 | ROT                                    |
| Stölting Service Group                 | Allemagne                              | SSG                                    |
| Topsport Vlaanderen-Baloise            | Belgique                               | TSV                                    |
| Wanty-Groupe Gobert                    | Belgique                               | WGG                                    |

| Équipes continentales            | Équipes continentales | Équipes continentales |
| Nom de l'équipe                  | Pays                  | Code                  |
| -------------------------------- | --------------------- | --------------------- |
| An Post-ChainReaction            | Irlande               | SKT                   |
| Cibel-Cebon                      | Belgique              | CIB                   |
| Crelan-Vastgoedservice           | Belgique              | CRV                   |
| Joker                            | Norvège               | TJO                   |
| Leopard                          | Luxembourg            | LPC                   |
| Superano Ham-Isorex              | Belgique              | SHI                   |
| Veranclassic-Ago                 | Belgique              | VER                   |
| Verandas Willems                 | Belgique              | VWT                   |
| Wallonie Bruxelles-Group Protect | Belgique              | WBC                   |
| Wiggins                          | Royaume-Uni           | WGN                   |

### Primes
Les vingt prix sont attribués suivant le barème de l'UCI,. Le total général des prix distribués est de 14 477 €.
| Position | 1er     | 2e      | 3e      | 4e    | 5e    | 6e    | 7e    | 8e    | 9e    | 10e à 20e |
| Prix     | 5 785 € | 2 895 € | 1 445 € | 715 € | 580 € | 433 € | 433 € | 287 € | 287 € | 147 €     |

## Classements

### Classement final
| Classement final | Classement final   | Classement final | Classement final            | Classement final   |
|                  | Coureur            | Pays             | Équipe                      | Temps              |
| ---------------- | ------------------ | ---------------- | --------------------------- | ------------------ |
| 1er              | Erik Baška         | Slovaquie        | Tinkoff                     | en 4 h 40 min 12 s |
| 2e               | Dylan Groenewegen  | Pays-Bas         | Lotto NL-Jumbo              | m.t                |
| 3e               | Gianni Meersman    | Belgique         | Etixx-Quick Step            | m.t                |
| 4e               | Bert Van Lerberghe | Belgique         | Topsport Vlaanderen-Baloise | m.t                |
| 5e               | André Looij        | Pays-Bas         | Roompot-Oranje Peloton      | m.t                |
| 6e               | Ivan Savitskiy     | Russie           | Gazprom-RusVelo             | m.t                |
| 7e               | Timothy Dupont     | Belgique         | Verandas Willems            | m.t                |
| 8e               | Mamyr Stash        | Russie           | Gazprom-RusVelo             | m.t                |
| 9e               | Jelle Mannaerts    | Belgique         | Superano Ham-Isorex         | m.t                |
| 10e              | Phil Bauhaus       | Allemagne        | Bora-Argon 18               | m.t                |
| modifier         |                    |                  |                             |                    |

### Classement de la Coupe de Belgique

#### Classement individuel
| Top dix de la Coupe de Belgique à l'issue de la 2e manche | Top dix de la Coupe de Belgique à l'issue de la 2e manche | Top dix de la Coupe de Belgique à l'issue de la 2e manche | Top dix de la Coupe de Belgique à l'issue de la 2e manche | Top dix de la Coupe de Belgique à l'issue de la 2e manche |
| --------------------------------------------------------- | --------------------------------------------------------- | --------------------------------------------------------- | --------------------------------------------------------- | --------------------------------------------------------- |
|                                                           | Coureur                                                   | Pays                                                      | Équipe                                                    | Point(s)                                                  |
| 1er                                                       | Niki Terpstra                                             | Pays-Bas                                                  | Etixx-Quick Step                                          | 134 points                                                |
| 2e                                                        | Dylan Groenewegen                                         | Pays-Bas                                                  | Lotto NL-Jumbo                                            | 130 pts                                                   |
| 3e                                                        | Scott Thwaites                                            | Royaume-Uni                                               | Bora-Argon 18                                             | 115 pts                                                   |
| 4e                                                        | Erik Baška                                                | Slovaquie                                                 | Tinkoff                                                   | 100 pts                                                   |
| 5e                                                        | Florian Sénéchal                                          | France                                                    | Cofidis                                                   | 92 pts                                                    |
| 6e                                                        | Nils Politt                                               | Allemagne                                                 | Katusha                                                   | 75 pts                                                    |
| 7e                                                        | Gianni Meersman                                           | Belgique                                                  | Etixx-Quick Step                                          | 72 pts                                                    |
| 8e                                                        | Bert Van Lerberghe                                        | Belgique                                                  | Topsport Vlaanderen-Baloise                               | 60 pts                                                    |
| 9e                                                        | Loïc Vliegen                                              | Belgique                                                  | BMC Racing                                                | 60 pts                                                    |
| 10e                                                       | Ivan Savitskiy                                            | Russie                                                    | Gazprom-RusVelo                                           | 53 pts                                                    |
| modifier                                                  |                                                           |                                                           |                                                           |                                                           |

#### Classement individuel des jeunes
| Top dix de la Coupe de Belgique à l'issue de la 2e manche | Top dix de la Coupe de Belgique à l'issue de la 2e manche | Top dix de la Coupe de Belgique à l'issue de la 2e manche | Top dix de la Coupe de Belgique à l'issue de la 2e manche | Top dix de la Coupe de Belgique à l'issue de la 2e manche |
| --------------------------------------------------------- | --------------------------------------------------------- | --------------------------------------------------------- | --------------------------------------------------------- | --------------------------------------------------------- |
|                                                           | Coureur                                                   | Pays                                                      | Équipe                                                    | Point(s)                                                  |
| 1er                                                       | Nils Politt                                               | Allemagne                                                 | Katusha                                                   | 125 points                                                |
| 2e                                                        | Erik Baška                                                | Slovaquie                                                 | Tinkoff                                                   | 100 pts                                                   |
| 3e                                                        | André Looij                                               | Pays-Bas                                                  | Roompot-Oranje Peloton                                    | 85 pts                                                    |
| 4e                                                        | Phil Bauhaus                                              | Allemagne                                                 | Bora-Argon 18                                             | 72 pts                                                    |
| 5e                                                        | Kristoffer Halvorsen                                      | Norvège                                                   | Joker                                                     | 60 pts                                                    |
| 6e                                                        | Mads Pedersen                                             | Danemark                                                  | Stölting Service Group                                    | 50 pts                                                    |
| 7e                                                        | Amund Grøndahl Jansen                                     | Norvège                                                   | Joker                                                     | 45 pts                                                    |
| 8e                                                        | David Montgomery                                          | Irlande                                                   | An Post-ChainReaction                                     | 40 pts                                                    |
| 9e                                                        | Patryk Stosz                                              | Pologne                                                   | CCC Sprandi Polkowice                                     | 35 pts                                                    |
| 10e                                                       | Anders Skaarseth                                          | Norvège                                                   | Joker                                                     | 30 pts                                                    |
| modifier                                                  |                                                           |                                                           |                                                           |                                                           |

#### Classement des points chauds
| Top dix de la Coupe de Belgique à l'issue de la 2e manche | Top dix de la Coupe de Belgique à l'issue de la 2e manche | Top dix de la Coupe de Belgique à l'issue de la 2e manche | Top dix de la Coupe de Belgique à l'issue de la 2e manche | Top dix de la Coupe de Belgique à l'issue de la 2e manche |
| --------------------------------------------------------- | --------------------------------------------------------- | --------------------------------------------------------- | --------------------------------------------------------- | --------------------------------------------------------- |
|                                                           | Coureur                                                   | Pays                                                      | Équipe                                                    | Point(s)                                                  |
| 1er                                                       | Niki Terpstra                                             | Pays-Bas                                                  | Etixx-Quick Step                                          | 34 points                                                 |
| 2e                                                        | Jonas Rickaert                                            | Allemagne                                                 | Topsport Vlaanderen-Baloise                               | 29 pts                                                    |
| 3e                                                        | Nils Politt                                               | Allemagne                                                 | Katusha                                                   | 25 pts                                                    |
| 4e                                                        | Marcin Białobłocki                                        | Pologne                                                   | ONE                                                       | 21 pts                                                    |
| 5e                                                        | Florian Sénéchal                                          | France                                                    | Cofidis                                                   | 20 pts                                                    |
| 6e                                                        | Daniele Colli                                             | Italie                                                    | Nippo-Vini Fantini                                        | 17 pts                                                    |
| 7e                                                        | Scott Thwaites                                            | Royaume-Uni                                               | Bora-Argon 18                                             | 16 pts                                                    |
| 8e                                                        | Jay McCarthy                                              | Australie                                                 | Tinkoff                                                   | 12 pts                                                    |
| 9e                                                        | Sean De Bie                                               | Belgique                                                  | Lotto-Soudal                                              | 12 pts                                                    |
| 10e                                                       | Michael Reihs                                             | Danemark                                                  | Stölting Service Group                                    | 12 pts                                                    |
| modifier                                                  |                                                           |                                                           |                                                           |                                                           |

#### Classement par équipes
| \| \| Top dix de la Coupe de Belgique à l'issue de la 2e manche[8] \| | \| \| Top dix de la Coupe de Belgique à l'issue de la 2e manche[8] \| | \| \| Top dix de la Coupe de Belgique à l'issue de la 2e manche[8] \| | \| \| Top dix de la Coupe de Belgique à l'issue de la 2e manche[8] \| |
| --------------------------------------------------------------------- | --------------------------------------------------------------------- | --------------------------------------------------------------------- | --------------------------------------------------------------------- |
|                                                                       | Équipe                                                                | Pays                                                                  | Point(s)                                                              |
| 1                                                                     | Lotto NL-Jumbo                                                        | Pays-Bas                                                              | 12                                                                    |
| 2                                                                     | Joker                                                                 | Norvège                                                               | 12                                                                    |
| 3                                                                     | Topsport Vlaanderen-Baloise                                           | Belgique                                                              | 12                                                                    |
| 4                                                                     | Gazprom-RusVelo                                                       | Russie                                                                | 9                                                                     |
| 5                                                                     | Etixx-Quick Step                                                      | Belgique                                                              | 9                                                                     |
| 6                                                                     | Katusha                                                               | Russie                                                                | 8                                                                     |
| 7                                                                     | An Post-ChainReaction                                                 | Irlande                                                               | 8                                                                     |
| 8                                                                     | Bora-Argon 18                                                         | Allemagne                                                             | 8                                                                     |
| 9                                                                     | Crelan-Vastgoedservice                                                | Belgique                                                              | 7                                                                     |
| 10                                                                    | Cibel-Cebon                                                           | Belgique                                                              | 6                                                                     |
|                                                                       | Top dix de la Coupe de Belgique à l'issue de la 2e manche             |                                                                       |                                                                       |

### UCI Europe Tour
Cette Handzame Classic attribue des points pour l'UCI Europe Tour 2016, par équipes seulement aux coureurs des équipes continentales professionnelles et continentales, individuellement à tous les coureurs sauf ceux faisant partie d'une équipe ayant un label WorldTeam.
| Position           | 1er | 2e | 3e | 4e | 5e | 6e | 7e | 8e | 9e | 10e | 11e | 12e | 13e à 15e | 16e à 25e |
| Classement général | 125 | 85 | 70 | 60 | 50 | 40 | 35 | 30 | 25 | 20  | 15  | 10  | 5         | 3         |

### Classement final du Handzame Challenge
En marge de la course se déroule le Handzame Challenge qui a été remporté lors d'un sprint massif par le Néerlandais Bram Welten (BMC Development) qu s'impose respectivement devant les deux Belges Christophe Noppe (EFC-Etixx) et Jochen Deweer (Dovy Keukens-FCC).
| Classement final du Handzame Challenge | Classement final du Handzame Challenge | Classement final du Handzame Challenge | Classement final du Handzame Challenge | Classement final du Handzame Challenge |
|                                        | Coureur                                | Pays                                   | Équipe                                 | Temps                                  |
| -------------------------------------- | -------------------------------------- | -------------------------------------- | -------------------------------------- | -------------------------------------- |
| 1er                                    | Bram Welten                            | Pays-Bas                               | BMC Development                        | en 3 h 2 min 19 s                      |
| 2e                                     | Christophe Noppe                       | Belgique                               | EFC-Etixx                              | m.t                                    |
| 3e                                     | Jochen Deweer                          | Belgique                               | Dovy Keukens-FCC                       | m.t                                    |
| 4e                                     | Rob Leemans                            | Belgique                               | Baguet-MIBA Poorten-Indulek-Derito     | m.t                                    |
| 5e                                     | Pascal Ackermann                       | Allemagne                              | Équipe nationale d'Allemagne espoirs   | m.t                                    |
| 6e                                     | Maxime De Poorter                      | Belgique                               | EFC-Etixx                              | m.t                                    |
| 7e                                     | Ayton Muys                             | Belgique                               | Prorace                                | m.t                                    |
| 8e                                     | Jari Vandenbussche                     | Belgique                               | Tops Antiek-Atom 6                     | m.t                                    |
| 9e                                     | Edward Planckaert                      | Belgique                               | Lotto-Soudal U23                       | m.t                                    |
| 10e                                    | Michel Koch                            | Allemagne                              | Équipe nationale d'Allemagne espoirs   | m.t                                    |
| modifier                               |                                        |                                        |                                        |                                        |

## Liste des participants
- Liste de départ complète

| Légende | Légende                                                                    | Légende | Légende                                                    |
| ------- | -------------------------------------------------------------------------- | ------- | ---------------------------------------------------------- |
| Num     | Dossard de départ porté par le coureur sur cette Handzame Classic          | Pos     | Position à l'arrivée de la course                          |
|         | Indique un maillot de champion national ou mondial, suivi de sa spécialité | NP      | Indique un coureur qui n'a pas pris le départ de la course |
| AB      | Indique un coureur qui n'a pas terminé la course                           | HD      | Indique un coureur qui a terminé la course hors des délais |

| Etixx-Quick Step EQS               | Etixx-Quick Step EQS           | Etixx-Quick Step EQS |
| ---------------------------------- | ------------------------------ | -------------------- |
| Num                                | Coureur                        | Pos                  |
| 1                                  | Gianni Meersman (BEL)          | 3e                   |
| 2                                  | Iljo Keisse (BEL)              | 108e                 |
| 3                                  | Nikolas Maes (BEL)             | 43e                  |
| 4                                  | Davide Martinelli (ITA)        | 109e                 |
| 5                                  |                                |                      |
| 6                                  | Guillaume Van Keirsbulck (BEL) | 63e                  |
| 7                                  | Martin Velits (SVK)            | 91e                  |
| 8                                  | Łukasz Wiśniowski (POL)        | 62e                  |
| Directeur sportif : Rik Van Slycke |                                |                      |

| Lotto-Soudal LTS                     | Lotto-Soudal LTS         | Lotto-Soudal LTS |
| ------------------------------------ | ------------------------ | ---------------- |
| Num                                  | Coureur                  | Pos              |
| 11                                   | Sander Armée (BEL)       | 126e             |
| 12                                   | Sean De Bie (BEL)        | 93e              |
| 13                                   | Jasper De Buyst (BEL)    | AB               |
| 14                                   |                          |                  |
| 15                                   | Lars Bak (DEN)           | NP               |
| 16                                   | Kris Boeckmans (BEL)     | 145e             |
| 17                                   | Tosh Van der Sande (BEL) | 116e             |
| 18                                   | Jelle Wallays (BEL)      | 118e             |
| Directeur sportif : Frederik Willems |                          |                  |

| Tinkoff TNK                    | Tinkoff TNK          | Tinkoff TNK |
| ------------------------------ | -------------------- | ----------- |
| Num                            | Coureur              | Pos         |
| 21                             | Erik Baška (SVK)     | 1er         |
| 22                             |                      |             |
| 23                             | Michael Gogl (AUT)   | 161e        |
| 24                             | Michal Kolář (SVK)   | 59e         |
| 25                             | Jay McCarthy (AUS)   | 46e         |
| 26                             | Juraj Sagan (SVK)    | 67e         |
| 27                             | Nikolay Trusov (RUS) | 52e         |
| 28                             |                      |             |
| Directeur sportif : Ján Valach |                      |             |

| Lotto NL-Jumbo TLJ                | Lotto NL-Jumbo TLJ       | Lotto NL-Jumbo TLJ |
| --------------------------------- | ------------------------ | ------------------ |
| Num                               | Coureur                  | Pos                |
| 31                                | Victor Campenaerts (BEL) | 124e               |
| 32                                | Twan Castelijns (NED)    | 157e               |
| 33                                | Dylan Groenewegen (NED)  | 2e                 |
| 34                                | Steven Lammertink (NED)  | AB                 |
| 35                                | Bram Tankink (NED)       | 82e                |
| 36                                | Koen Bouwman (NED)       | 155e               |
| 37                                | Robert Wagner (GER)      | 104e               |
| 38                                | Maarten Wynants (BEL)    | 90e                |
| Directeur sportif : Merijn Zeeman |                          |                    |

| Sky SKY                            | Sky SKY                | Sky SKY |
| ---------------------------------- | ---------------------- | ------- |
| Num                                | Coureur                | Pos     |
| 41                                 | Xabier Zandio (ESP)    | AB      |
| 42                                 | Andrew Fenn (GBR)      | 30e     |
| 43                                 |                        |         |
| 44                                 | Christian Knees (GER)  | 119e    |
| 45                                 | Gianni Moscon (ITA)    | 87e     |
| 46                                 |                        |         |
| 47                                 | Alex Peters (GBR)      | 171e    |
| 48                                 | Danny van Poppel (NED) | 164e    |
| Directeur sportif : Servais Knaven |                        |         |

| Wanty-Groupe Gobert WGG                      | Wanty-Groupe Gobert WGG  | Wanty-Groupe Gobert WGG |
| -------------------------------------------- | ------------------------ | ----------------------- |
| Num                                          | Coureur                  | Pos                     |
| 51                                           | Kenny Dehaes (BEL)       | 58e                     |
| 52                                           | Jérôme Baugnies (BEL)    | 129e                    |
| 53                                           | Tom Devriendt (BEL)      | 165e                    |
| 54                                           | Roy Jans (BEL)           | 17e                     |
| 55                                           | Boris Dron (BEL)         | 149e                    |
| 56                                           | Danilo Napolitano (ITA)  | 60e                     |
| 57                                           | Marco Minnaard (NED)     | 122e                    |
| 58                                           | Frederik Veuchelen (BEL) | 120e                    |
| Directeur sportif : Hilaire Van der Schueren |                          |                         |

| Topsport Vlaanderen-Baloise TSV       | Topsport Vlaanderen-Baloise TSV | Topsport Vlaanderen-Baloise TSV |
| ------------------------------------- | ------------------------------- | ------------------------------- |
| Num                                   | Coureur                         | Pos                             |
| 61                                    | Preben Van Hecke (BEL) (Route)  | 69e                             |
| 62                                    | Gijs Van Hoecke (BEL)           | 55e                             |
| 63                                    | Moreno De Pauw (BEL)            | 168e                            |
| 64                                    | Maxime Farazijn (BEL)           | 51e                             |
| 65                                    | Jonas Rickaert (BEL)            | 112e                            |
| 66                                    | Stijn Steels (BEL)              | AB                              |
| 67                                    | Amaury Capiot (BEL)             | 15e                             |
| 68                                    | Bert Van Lerberghe (BEL)        | 4e                              |
| Directeur sportif : Walter Planckaert |                                 |                                 |

| ONE                             | ONE                      | ONE  |
| ------------------------------- | ------------------------ | ---- |
| Num                             | Coureur                  | Pos  |
| 71                              | Marcin Białobłocki (POL) | 158e |
| 72                              | Karol Domagalski (POL)   | 74e  |
| 73                              | Matthew Goss (AUS)       | 115e |
| 74                              | Sebastian Lander (DEN)   | 99e  |
| 75                              | Martin Mortensen (DEN)   | 140e |
| 76                              | Chris Opie (GBR)         | 24e  |
| 77                              | Peter Williams (GBR)     | 75e  |
| 78                              | Samuel Williams (GBR)    | 79e  |
| Directeur sportif : Philip West |                          |      |

| Nippo-Vini Fantini NIP               | Nippo-Vini Fantini NIP         | Nippo-Vini Fantini NIP |
| ------------------------------------ | ------------------------------ | ---------------------- |
| Num                                  | Coureur                        | Pos                    |
| 81                                   | Daniele Colli (ITA)            | 20e                    |
| 82                                   | Giacomo Berlato (ITA)          | 169e                   |
| 83                                   | Pierpaolo De Negri (ITA)       | 83e                    |
| 84                                   | Iuri Filosi (ITA)              | AB                     |
| 85                                   | Eduard-Michael Grosu (ROU)     | 11e                    |
| 86                                   | Kazushige Kuboki (JPN) (Route) | 170e                   |
| 87                                   | Riccardo Stacchiotti (ITA)     | 68e                    |
| 88                                   | Antonio Viola (ITA)            | 162e                   |
| Directeur sportif : Stefano Giuliani |                                |                        |

| Stölting Service Group SSG          | Stölting Service Group SSG      | Stölting Service Group SSG |
| ----------------------------------- | ------------------------------- | -------------------------- |
| Num                                 | Coureur                         | Pos                        |
| 91                                  | Gerald Ciolek (GER)             | 144e                       |
| 92                                  | Rasmus Guldhammer (DEN)         | 53e                        |
| 93                                  |                                 |                            |
| 94                                  | Alex Kirsch (LUX)               | 70e                        |
| 95                                  | Mads Pedersen (DEN)             | 18e                        |
| 96                                  | Michael Reihs (DEN)             | 141e                       |
| 97                                  | Michael Carbel Svendgaard (DEN) | 80e                        |
| 98                                  | Jonas Tenbrock (GER)            | 107e                       |
| Directeur sportif : Gregor Willwohl |                                 |                            |

| Gazprom-RusVelo GAZ                | Gazprom-RusVelo GAZ       | Gazprom-RusVelo GAZ |
| ---------------------------------- | ------------------------- | ------------------- |
| Num                                | Coureur                   | Pos                 |
| 101                                | Igor Boev (RUS)           | 89e                 |
| 102                                | Viktor Manakov (RUS)      | 73e                 |
| 103                                | Roman Maikin (RUS)        | 49e                 |
| 104                                | Sergey Nikolaev (RUS)     | 138e                |
| 105                                | Ivan Savitskiy (RUS)      | 6e                  |
| 106                                | Evgeny Shalunov (RUS)     | 139e                |
| 107                                | Andrey Solomennikov (RUS) | 84e                 |
| 108                                | Mamyr Stash (RUS)         | 8e                  |
| Directeur sportif : Sergueï Ivanov |                           |                     |

| Roompot-Oranje Peloton ROP            | Roompot-Oranje Peloton ROP | Roompot-Oranje Peloton ROP |
| ------------------------------------- | -------------------------- | -------------------------- |
| Num                                   | Coureur                    | Pos                        |
| 111                                   | Reinier Honig (NED)        | 76e                        |
| 112                                   | Tim Kerkhof (NED)          | 113e                       |
| 113                                   | Wesley Kreder (NED)        | 61e                        |
| 114                                   | André Looij (NED)          | 5e                         |
| 115                                   | Barry Markus (NED)         | 36e                        |
| 116                                   | Ivar Slik (NED)            | 172e                       |
| 117                                   | Sjoerd van Ginneken (NED)  | 64e                        |
| 118                                   | Brian van Goethem (NED)    | 65e                        |
| Directeur sportif : Michel Cornelisse |                            |                            |

| Roth ROT                        | Roth ROT               | Roth ROT |
| ------------------------------- | ---------------------- | -------- |
| Num                             | Coureur                | Pos      |
| 121                             | Alberto Cecchin (ITA)  | 54e      |
| 122                             | Lucas Gaday (ARG)      | AB       |
| 123                             |                        |          |
| 124                             | Martin Kohler (SUI)    | NP       |
| 125                             | Matthias Krizek (AUT)  | 72e      |
| 126                             | Dylan Page (SUI)       | 27e      |
| 127                             | Andrea Pasqualon (ITA) | 23e      |
| 128                             | Giacomo Tomio (ITA)    | 81e      |
| Directeur sportif : Uwe Peschel |                        |          |

| Bora-Argon 18 BOA                 | Bora-Argon 18 BOA         | Bora-Argon 18 BOA |
| --------------------------------- | ------------------------- | ----------------- |
| Num                               | Coureur                   | Pos               |
| 131                               | Phil Bauhaus (GER)        | 10e               |
| 132                               | Zakkari Dempster (AUS)    | 105e              |
| 133                               | Ralf Matzka (GER)         | 97e               |
| 134                               | Christoph Pfingsten (GER) | NP                |
| 135                               | Bartosz Huzarski (POL)    | 123e              |
| 136                               | Andreas Schillinger (GER) | 110e              |
| 137                               | Michael Schwarzmann (GER) | 101e              |
| 138                               | Scott Thwaites (GBR)      | 14e               |
| Directeur sportif : André Schulze |                           |                   |

| CCC Sprandi Polkowice CCC            | CCC Sprandi Polkowice CCC | CCC Sprandi Polkowice CCC |
| ------------------------------------ | ------------------------- | ------------------------- |
| Num                                  | Coureur                   | Pos                       |
| 141                                  | Josef Černý (CZE)         | 111e                      |
| 142                                  | Tomasz Kiendyś (POL)      | 39e                       |
| 143                                  | Marcin Mrożek (POL)       | 57e                       |
| 144                                  | Eryk Latoń (POL)          | 50e                       |
| 145                                  |                           |                           |
| 146                                  | Patryk Stosz (POL)        | 38e                       |
| 147                                  | Grzegorz Stępniak (POL)   | 94e                       |
| 148                                  | Michał Paluta (POL)       | 47e                       |
| Directeur sportif : Robert Krajewski |                           |                           |

| Verandas Willems VWT                  | Verandas Willems VWT        | Verandas Willems VWT |
| ------------------------------------- | --------------------------- | -------------------- |
| Num                                   | Coureur                     | Pos                  |
| 151                                   | Joeri Calleeuw (BEL)        | 150e                 |
| 152                                   | Sander Cordeel (BEL)        | 135e                 |
| 153                                   | Dries De Bondt (BEL)        | 133e                 |
| 154                                   | Tim De Troyer (BEL)         | 167e                 |
| 155                                   | Elias Van Breussegem (BEL)  | 103e                 |
| 156                                   | Timothy Dupont (BEL)        | 7e                   |
| 157                                   | Stef Van Zummeren (BEL)     | 134e                 |
| 158                                   | Aidis Kruopis (LTU) (Route) | 19e                  |
| Directeur sportif : Gautier De Winter |                             |                      |

| Wallonie Bruxelles-Group Protect WBC  | Wallonie Bruxelles-Group Protect WBC | Wallonie Bruxelles-Group Protect WBC |
| ------------------------------------- | ------------------------------------ | ------------------------------------ |
| Num                                   | Coureur                              | Pos                                  |
| 161                                   | Olivier Chevalier (BEL)              | 96e                                  |
| 162                                   | Ludwig De Winter (BEL)               | 132e                                 |
| 163                                   | Jonathan Dufrasne (BEL)              | 148e                                 |
| 164                                   | Jimmy Duquennoy (BEL)                | 128e                                 |
| 165                                   | Kevyn Ista (BEL)                     | 136e                                 |
| 166                                   | Olivier Pardini (BEL)                | 33e                                  |
| 167                                   |                                      |                                      |
| 168                                   | Julien Stassen (BEL)                 | 166e                                 |
| Directeur sportif : Frédéric Amorison |                                      |                                      |

| Wiggins WGN                    | Wiggins WGN            | Wiggins WGN |
| ------------------------------ | ---------------------- | ----------- |
| Num                            | Coureur                | Pos         |
| 171                            | Mark Christian (GBR)   | 151e        |
| 172                            | Scott Davies (GBR)     | AB          |
| 173                            | Samuel Harrison (GBR)  | 159e        |
| 174                            | Liam Holohan (GBR)     | 146e        |
| 175                            | James Knox (GBR)       | 137e        |
| 176                            | Samuel Lowe (GBR)      | 147e        |
| 177                            | Daniel Patten (GBR)    | AB          |
| 178                            | Michael Thompson (GBR) | 160e        |
| Directeur sportif : Simon Cope |                        |             |

| Veranclassic-Ago VER                | Veranclassic-Ago VER      | Veranclassic-Ago VER |
| ----------------------------------- | ------------------------- | -------------------- |
| Num                                 | Coureur                   | Pos                  |
| 181                                 | Ioánnis Spanópoulos (GRE) | 71e                  |
| 182                                 | Jonathan Breyne (BEL)     | AB                   |
| 183                                 | Niels De Rooze (BEL)      | 86e                  |
| 184                                 | Justin Jules (BEL)        | 41e                  |
| 185                                 | Matthias Legley (BEL)     | 154e                 |
| 186                                 | Antoine Leleu (FRA)       | 117e                 |
| 187                                 | Sam Lennertz (BEL)        | 106e                 |
| 188                                 | Dimitri Peyskens (BEL)    | 153e                 |
| Directeur sportif : Willy Teirlinck |                           |                      |

| Crelan-Vastgoedservice CRV         | Crelan-Vastgoedservice CRV | Crelan-Vastgoedservice CRV |
| ---------------------------------- | -------------------------- | -------------------------- |
| Num                                | Coureur                    | Pos                        |
| 191                                | David Boucher (FRA)        | 40e                        |
| 192                                | Gerry Druyts (BEL)         | 12e                        |
| 193                                | Yannick Eijssen (BEL)      | 125e                       |
| 194                                | Pieter Jacobs (BEL)        | 92e                        |
| 195                                | Xandro Meurisse (BEL)      | 56e                        |
| 196                                | Fréderique Robert (BEL)    | 98e                        |
| 197                                | Rob Ruijgh (NED)           | 175e                       |
| 198                                | Timothy Stevens (BEL)      | 35e                        |
| Directeur sportif : Stijn Van Hout |                            |                            |

| Cibel-Cebon CIB                         | Cibel-Cebon CIB             | Cibel-Cebon CIB |
| --------------------------------------- | --------------------------- | --------------- |
| Num                                     | Coureur                     | Pos             |
| 201                                     | Glenn Rotty (BEL)           | AB              |
| 202                                     | Michiel Dieleman (BEL)      | 102e            |
| 203                                     | Jens Geerinck (BEL)         | AB              |
| 204                                     | Gianni Marchand (BEL)       | 174e            |
| 205                                     | Lawrence Naesen (BEL)       | 45e             |
| 206                                     | Joeri Stallaert (BEL)       | 29e             |
| 207                                     | Jori Van Steenberghen (BEL) | 37e             |
| 208                                     | Benjamin Verraes (BEL)      | 32e             |
| Directeur sportif : Gaspard Van Petegem |                             |                 |

| Joker TJO                              | Joker TJO                   | Joker TJO |
| -------------------------------------- | --------------------------- | --------- |
| Num                                    | Coureur                     | Pos       |
| 211                                    | Philip Lindau (SWE)         | 100e      |
| 212                                    | Ole Forfang (NOR)           | 88e       |
| 213                                    | Kristoffer Halvorsen (NOR)  | 13e       |
| 214                                    | Markus Hoelgaard (NOR)      | 121e      |
| 215                                    | Anders Skaarseth (NOR)      | 42e       |
| 216                                    | Amund Grøndahl Jansen (NOR) | 21e       |
| 217                                    | Edvin Wilson (SWE)          | 28e       |
| 218                                    | Adrian Aas Stien (NOR)      | 156e      |
| Directeur sportif : Gino Van Oudenhove |                             |           |

| An Post-ChainReaction SKT         | An Post-ChainReaction SKT | An Post-ChainReaction SKT |
| --------------------------------- | ------------------------- | ------------------------- |
| Num                               | Coureur                   | Pos                       |
| 221                               | Jasper Bovenhuis (NED)    | 66e                       |
| 222                               | Jordan Stannus (AUS)      | 44e                       |
| 223                               | Connor McConvey (IRL)     | 77e                       |
| 224                               | Jacob Scott (GBR)         | 114e                      |
| 225                               | Nicolas Vereecken (BEL)   | 22e                       |
| 226                               | Emiel Wastyn (BEL)        | 26e                       |
| 227                               | David Montgomery (IRL)    | 34e                       |
| 228                               | Jack Wilson (IRL)         | 85e                       |
| Directeur sportif : Kurt Bogaerts |                           |                           |

| Leopard LPC                      | Leopard LPC              | Leopard LPC |
| -------------------------------- | ------------------------ | ----------- |
| Num                              | Coureur                  | Pos         |
| 231                              | Jan Brockhoff (GER)      | 78e         |
| 232                              | Alexander Krieger (GER)  | 25e         |
| 233                              | Massimo Morabito (LUX)   | 127e        |
| 234                              |                          |             |
| 235                              | Patrick Olesen (DEN)     | 152e        |
| 236                              | Fábio Silvestre (POR)    | 31e         |
| 237                              | Laurent Vanden Bak (BEL) | 130e        |
| 238                              | Tom Wirtgen (LUX)        | 48e         |
| Directeur sportif : Tom Flammang |                          |             |

| Superano Ham-Isorex SHI                  | Superano Ham-Isorex SHI   | Superano Ham-Isorex SHI |
| ---------------------------------------- | ------------------------- | ----------------------- |
| Num                                      | Coureur                   | Pos                     |
| 241                                      | Ruben Geerinckx (BEL)     | 142e                    |
| 242                                      | Alessandro Soenens (BEL)  | 173e                    |
| 243                                      | Jelle Donders (BEL)       | 131e                    |
| 244                                      | Gorik Gardeyn (BEL)       | 95e                     |
| 245                                      | Jelle Mannaerts (BEL)     | 9e                      |
| 246                                      | Kevin Suarez (BEL)        | 16e                     |
| 247                                      | Joren Touquet (BEL)       | 143e                    |
| 248                                      | Jens Vandenbogaerde (BEL) | 163e                    |
| Directeur sportif : Steven De Landtsheer |                           |                         |